# Bètel
|  | Aquest article tracta sobre la planta. Si cerqueu el lloc bíblic, vegeu «Betel». |

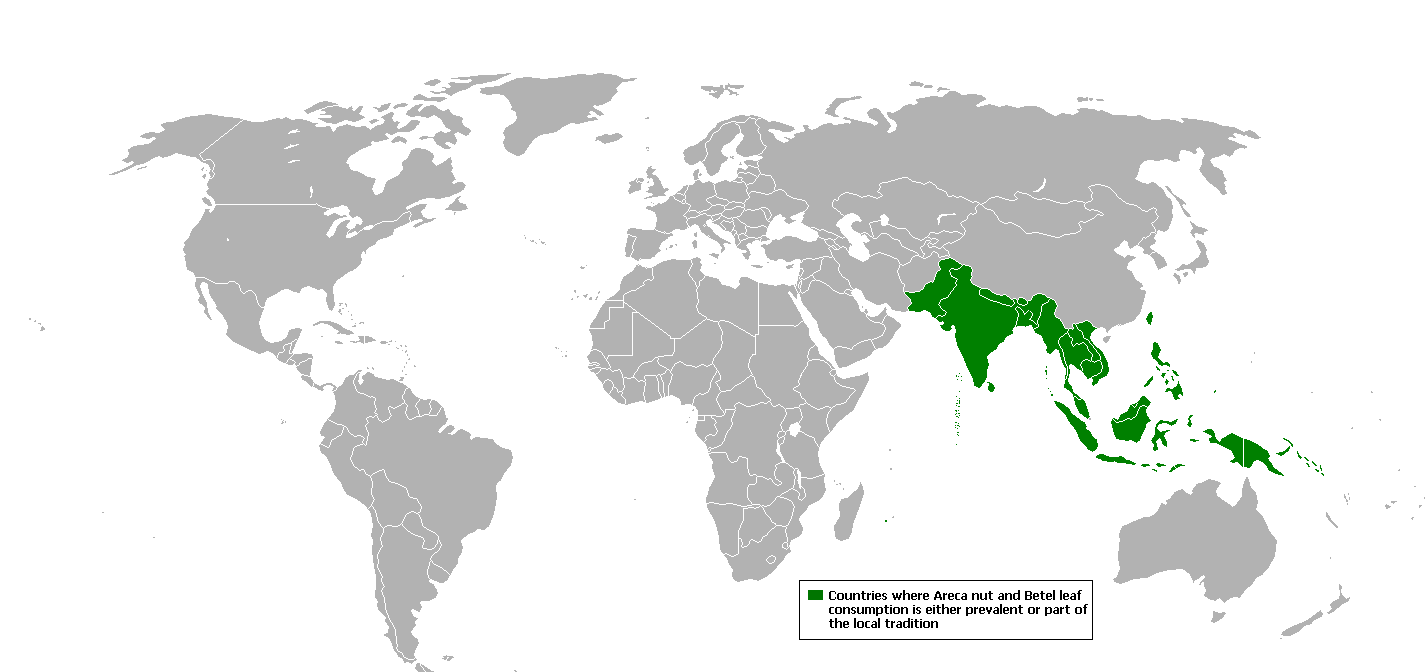
Distribució del costum de mastegar la nou d'areca i la fulla de bètel al món.

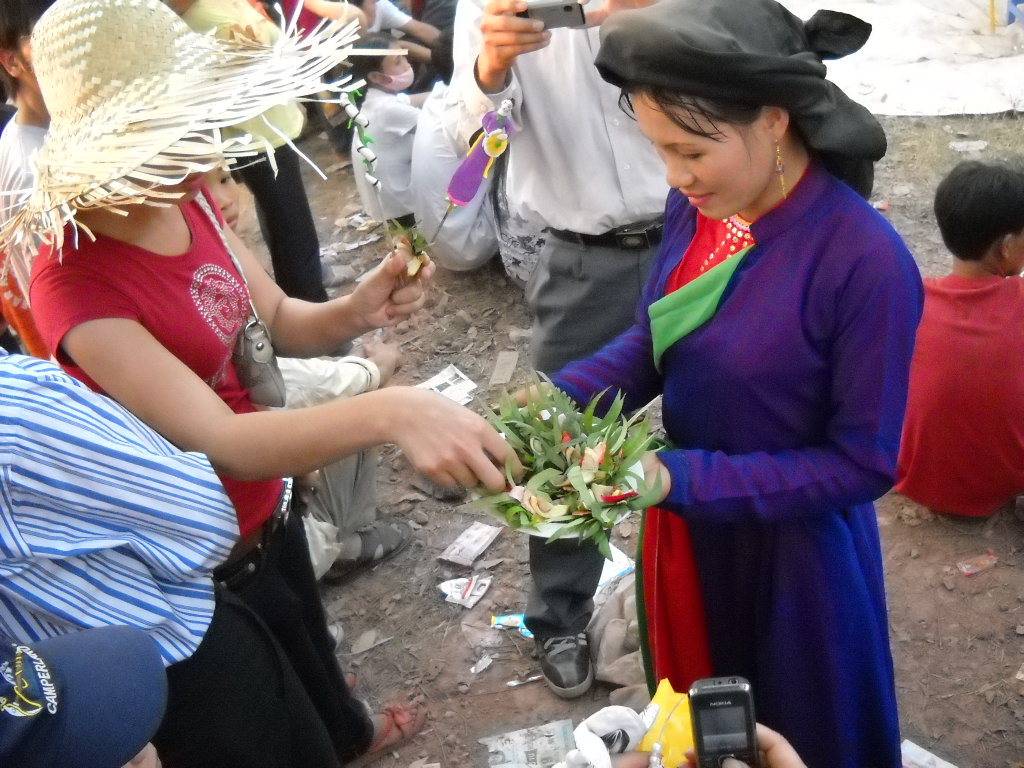
Dona al Vietnam amb una safata amb fulles de bètel i nou d'areca. Les fulles han estat tallades en seccions longitudinals

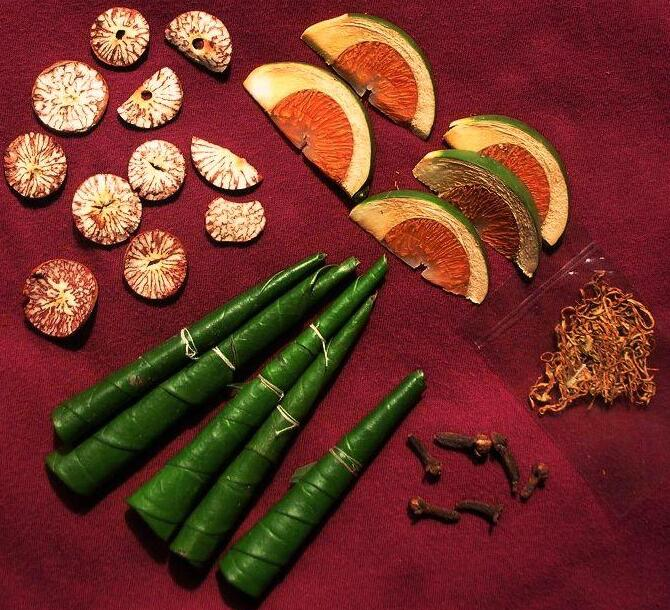
Ingredients per mastegar al sud-est d'Àsia. La nou d'areca tendra és a dalt a la dreta, a l'esquerra hom veu llesquetes de nou seca i a baix les fulles de bètel enrotllades en forma de cucurullet.

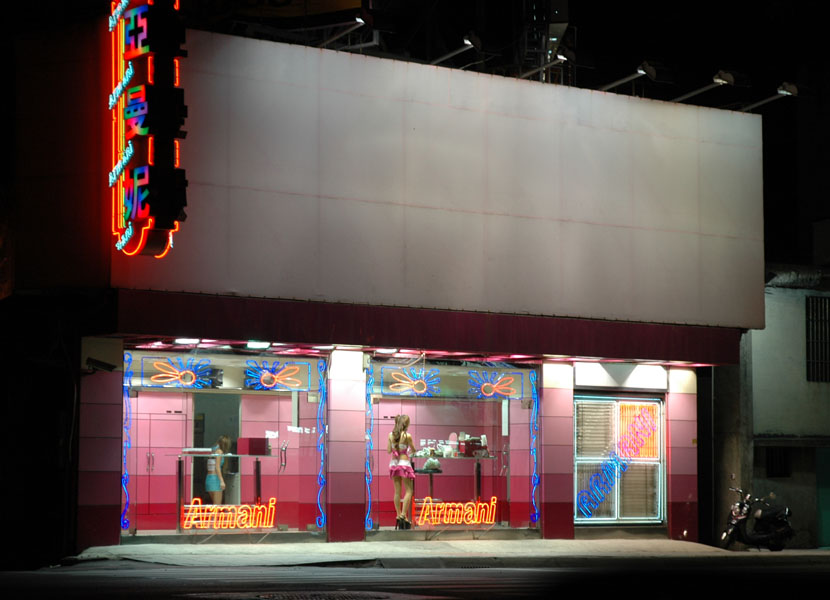
Lloc a Taiwan on es mastega bètel tot parlant amb noies

El bètel (Piper betle), és una planta amb flors enfiladissa de la família de les piperàcies.
També s'ha recollit la variant lingüística betel.

## Descripció
És una planta perenne amb fulles en forma de cor. El color és generalment d'un verd clar tendre, similar al de l'enciam. El seu gust és intens, picant d'una forma similar a la picantor de la menta, però diferent.
La fulla de bètel creix en forma de liana i es cultiva a moltes zones tropicals arreu del món. Després de tallar-les, les fulles es porten al mercat. Es disposen amuntegades ordenadament una damunt de l'altra i els feixos es protegeixen del sol i els ambients secs. Al mercat hom veu sovint els venedors esquitxant-les amb aigua per mantenir-ne la frescor. Les fulles de bètel no toleren la congelació.

## Taxonomia
- Artanthe hexagyna Miq.
- Betela mastica Raf.
- Chavica auriculata Miq.
- Chavica betle (L.) Miq.
- Chavica blumei Miq.
- Chavica canaliculata (Opiz) C.Presl
- Chavica densa Miq.
- Chavica siriboa (L.) Miq.
- Cubeba melamiri Miq.
- Cubeba siriboa (L.) Miq.
- Macropiper potamogetonifolium (Opiz) Miq.
- Piper anisodorum Náves ex Fern.-Vill.
- Piper anisodorum Blanco
- Piper bathicarpum C.DC.
- Piper betel Blanco
- Piper bidentatum Stokes
- Piper blancoi Merr.
- Piper blumei (Miq.) Backer
- Piper canaliculatum Opiz
- Piper carnistilum C.DC.
- Piper densum Blume
- Piper fenixii C.DC.
- Piper macgregorii C.DC.
- Piper malamiri Blume
- Piper malamiris L.
- Piper malarayatense C.DC.
- Piper marianum Opiz
- Piper philippinense C.DC.
- Piper pinguispicum C.DC. & Koord.
- Piper potamogetonifolium Opiz
- Piper puberulinodum C.DC.
- Piper rubroglandulosum Chaveer. & Mokkamul
- Piper saururus Burm.
- Piper silletianum P.K.Mukh.
- Piper siriboa L.
- Piperi betlum (L.) St.-Lag.

## Tradicions
La fulla de bètel ha estat tradicionalment molt utilitzada a l'Àsia del sud i del sud-est conjuntament amb la nou d'areca per les seves propietats lleugerament estimulants. La fulla conté eugenol i chavicol, entre altres productes químics, i també té propietats medicinals. A més de la fulla i la nou, el costum de mastegar inclou altres ingredients, com hidròxid de calci, clavell d'espècia i, a partir del segle xvii, tabac, entre d'altres. Aquesta costum colora l'interior de la boca d'un roig intens.
Com que es mastega juntament amb la fulla de bètel, la nou d'areca s'esmenta als documents de l'època colonial com a nou de bètel. Aquest nom és erroni, car la planta de bètel no dona les nous. L'origen de la confusió entre la nou i la fulla prové del menyspreu dels colonitzadors envers el costum de mastegar nou d'areca i fulla de bètel a certes parts d'Àsia, car, a diferència del tabac, aquesta costum no fou adoptada per part dels colonitzadors.
A les cultures on mastegar la nou d'areca i la fulla de bètel té un gran significat cerimonial, ritual i social, sempre existeixen dos termes molt diferents: un per designar la nou i un altre per la fulla.
No és clar quan es varen començar a mastegar per primera vegada juntes la nou d'areca i la fulla de bètel, productes estimulants totalment diferents. A les Filipines, Tailàndia i Indonèsia s'han trobat indicis arqueològics que demostren que les dues substàncies es masteguen barrejades des-de com a mínim 4,000 anys.
A Vietnam i l'Índia hom dona un simbolisme molt important al fet d'unir feliçment la nou i la fulla, fet que fa que s'utilitzin a rituals matrimonials. La fulla de bètel i la nou d'areca també s'utilitzen a moltes cultures asiàtiques com un element molt important de les cerimònies tradicionals de benvinguda.

## Usos medicinals
A la medicina ayurvèdica de l'Índia, la fulla de bètel serveix com a vermífug i és un bon remei contra l'halitosi o alè pudent. També hom diu que té propietats afrodisíaques.
Es fa servir en el tractament del mal de cap, mal de queixal i l'artritis a les medicines tradicionals de les Filipines, Tailàndia, Indonèsia i la Xina. En infusió té propietats contra la indigestió i el restrenyiment. S'utilitza també contra hemorràgies vaginals.

## Galeria

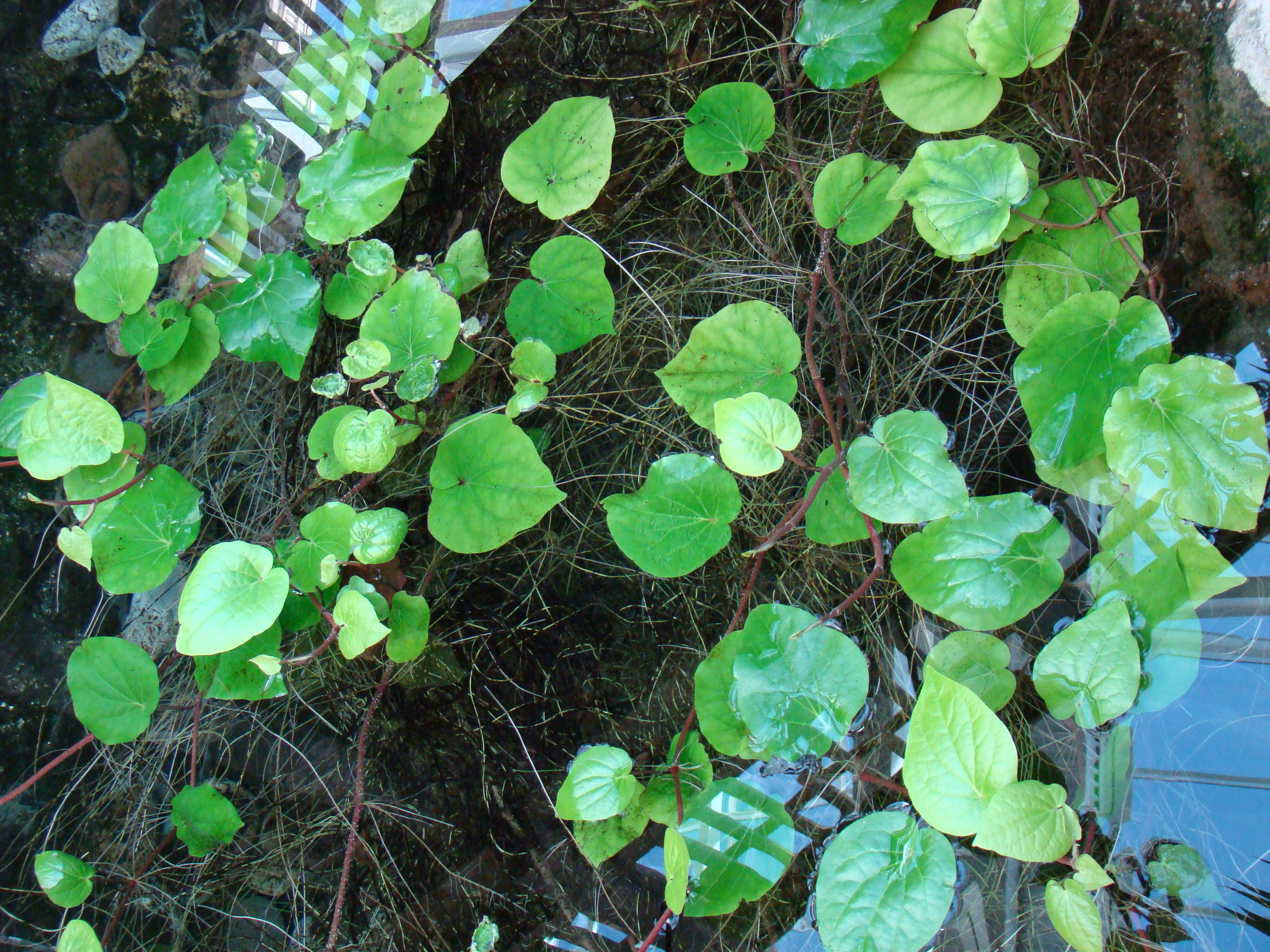
Fulles de bètel creixent de forma hidropònica
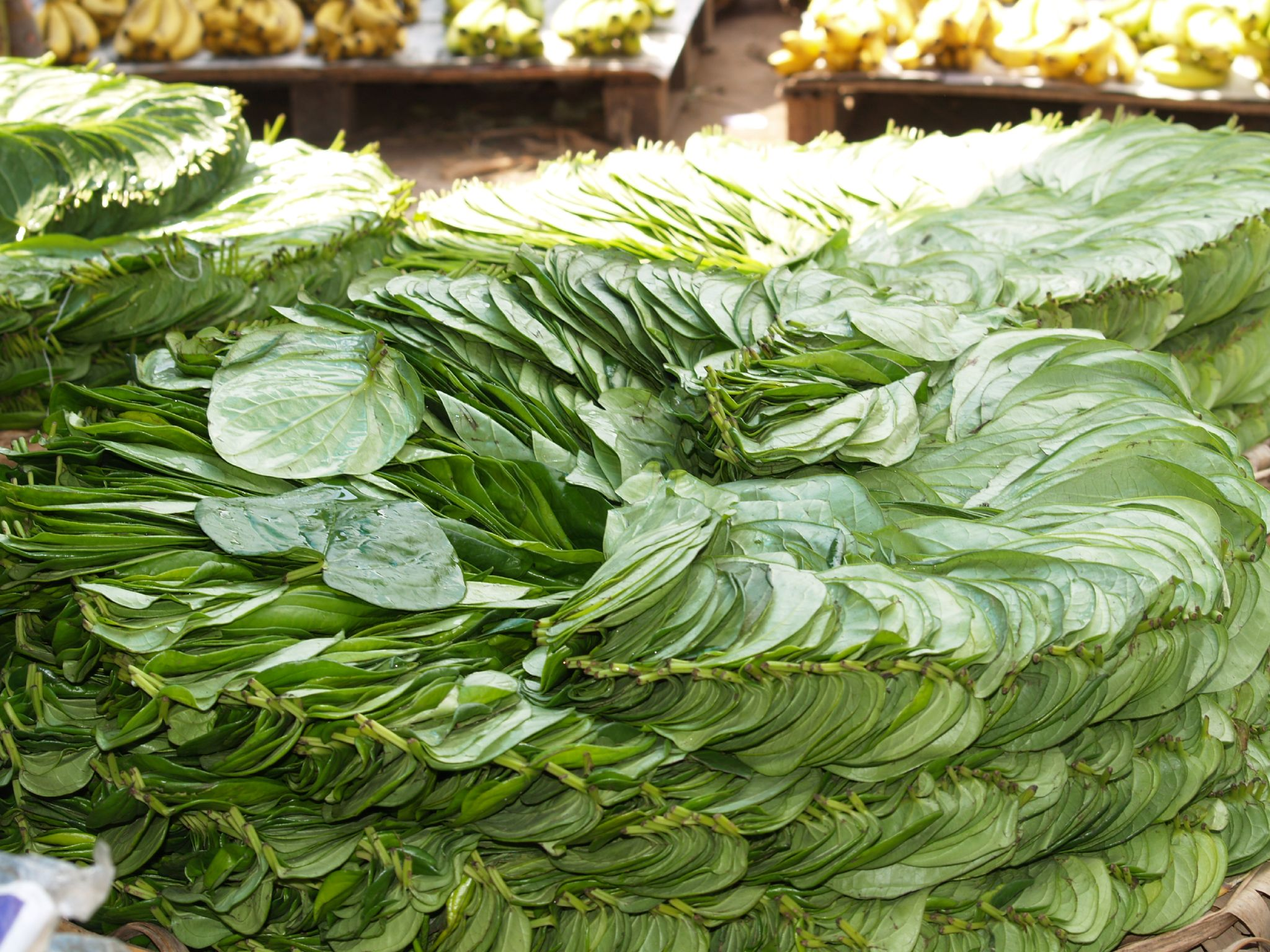
Fulles de bètel al mercat
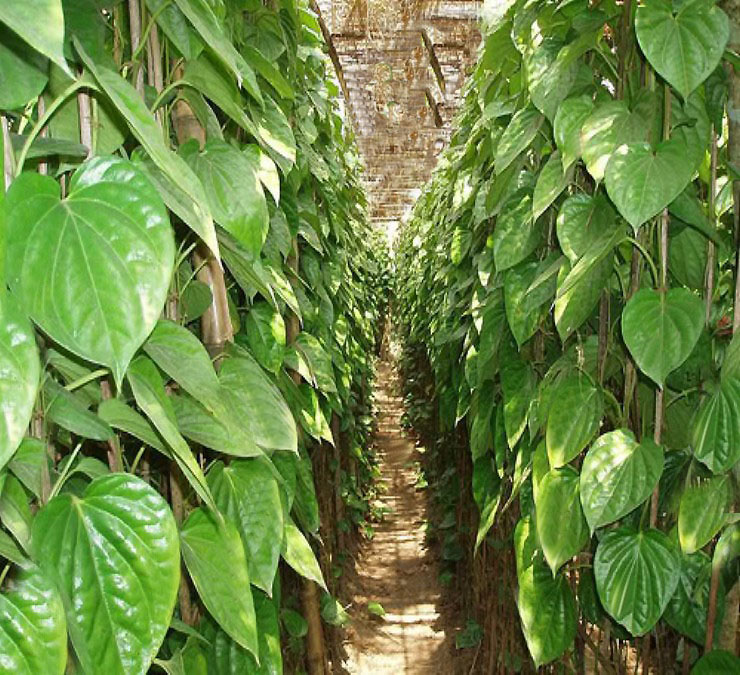
Plantació de bètel a Gosairhat Upazila, Bangladesh
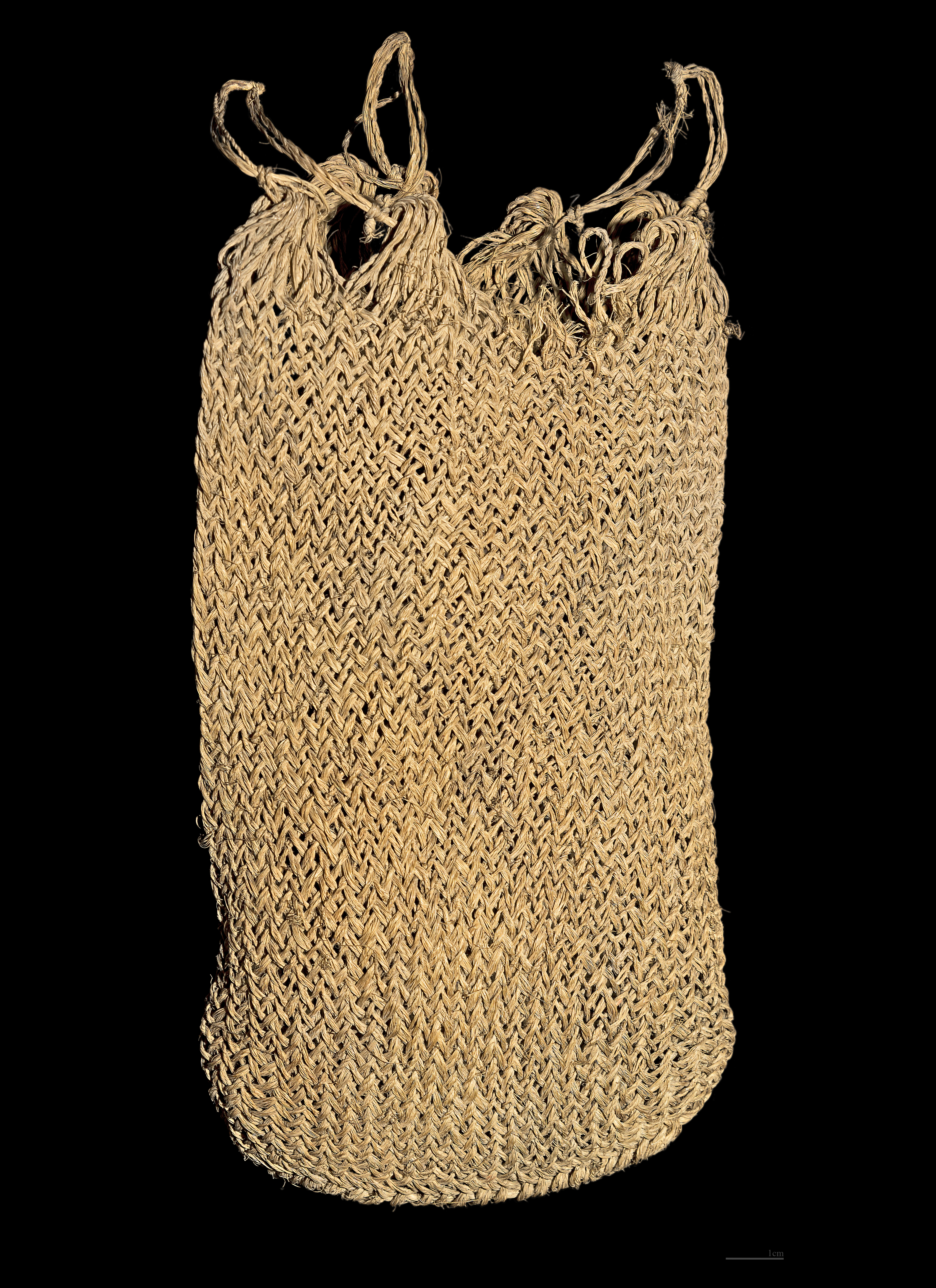
Borsa de Betel, Nova Guinea, del segle xix